# 哈佛大学伯克曼互联网与社会研究中心

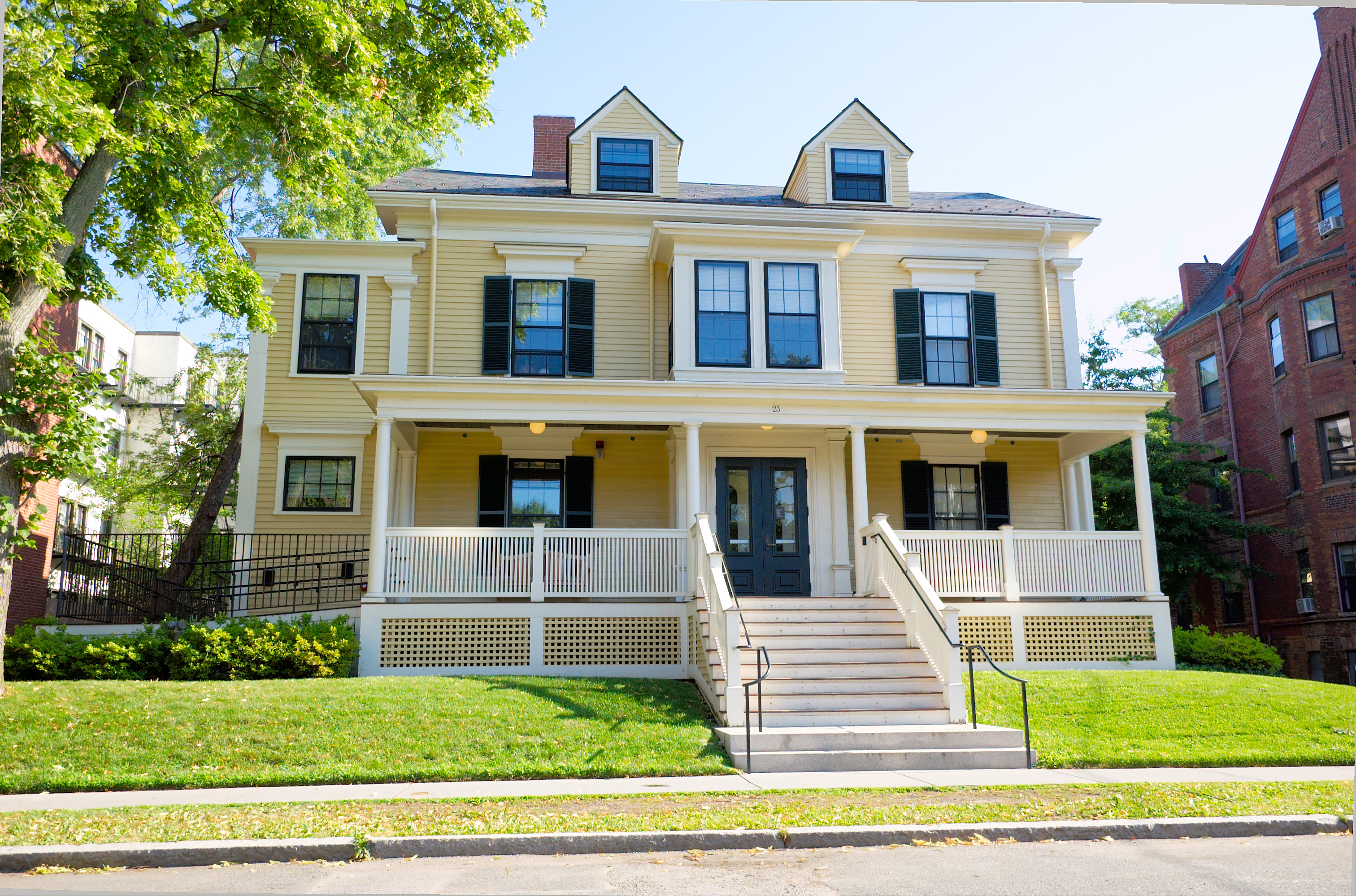
位于埃弗雷特街23号的伯克曼互联网与社会研究中心

哈佛大学伯克曼互联网与社会研究中心是全球互联网相关研究重镇，集教授、访问学者、法律工作者以及业内人士在内的多元研究力量，专业从事涵盖社会、文化、技术、商业以及政策等多个领域的问题研究，隶属于哈佛大学法学院，由乔纳森·齐特林于1997年创立，其创立初衷是为了探索和推动网络空间研究，致力于研究网络空间与现实社会的边界，2008年升格为校级研究机构，是世界上较为活跃和颇负盛名的互联网研究机构。

## 研究课题
- 法律、技术和知识创新；
- 互联网、民主于公民社会推进；
- 技术、法律与社会发展。[4]